# Henri de Valois, hertig d'Angoulême
Henri de Valois, hertig d'Angoulême, född 1551, död 1586, var en fransk adelsman. Han var son till kung Henrik II av Frankrike och Janet Stewart, Lady Fleming. 
Han blev legitimerad och fick titeln hertig d'Angoulême. Han är främst känd för sin roll som befälhavare på den katolska sidan under hugenottkrigen.